# Луїс Ернесто Ордоньєс Кастільйо
Луїс Ернесто Ордоньєс Кастільйо (ісп. Luis Ernesto Ordóñez Castillo; 7 січня 1914 — 16 березня 1990) — колумбійський військовик і політик, директор Департаменту національної безпеки, член військової хунти в 1957—1958 роках.

## Біографія
Народився 1914 року в місті Альбан (Кундінамарка). Здобував освіту в Об'єднаній школі Боготи. 1929 року вступив до військового училища імені генерала Хосе Марії Кордови, 1931 року отримавши звання другого лейтенанта артилерії. Після того почав сходження кар'єрними сходами, дослужившись до посад голови військової адміністрації міст Саламіна та Монікіра, начальника артилерійської й мотострілецької шкіл, військового аташе посольства Колумбії у Великій Британії. Згодом його було призначено на пост керівника розвідувальної спецслужби (SIC).
У травні 1957 року ввійшов до складу військової хунти, яка усунула від влади диктатора Густаво Рохаса Пінілью та в серпні наступного року передала владу конституційно обраному президенту Альберто Льєрасу Камарґо.
Пізніше, за президентства Місаеля Пастрани, Ордоньєс обіймав посаду посла Колумбії в Канаді й у такій якості підписав канадсько-колумбійську торгову угоду 1971 року. Президент Хуліо Сесар Турбай призначив його на пост посла в Панамі.
Помер 1990 року в Боготі.